# Cordia trichotoma
Espèce
Classification phylogénétique
Le Peteribí ou Petiribí (Cordia trichotoma) est une espèce d'arbres de la famille des Boraginaceae. Elle est originaire de l'Amérique du Sud : Bolivie, Équateur, Paraguay, Brésil, Argentine.

## Noms vernaculaires

### En espagnol
Argentine: loro negro, peteribí, peterebí hú, peterebí saiyú, guayaiví hu, loro amarillo, afata, baria amarilla
Bolivie: piquana blanca
Équateur: laurel negro, laurel
Paraguay: peterevy, guajayvi hu

### En portugais
Brésil: claraiba, freijó, louro-pardo, louro preto, louro, louro amarelo, louromarelo, louro-batata, louro-cabeludo, louro-da-serra, peterebi, louro cascudo, cascudinho, louro do sul, louro mutamba, ajui

## Synonymes
C. hassleriana Chodat; C. trichotoma Vell.; C. alliodora var. tomentosa; C. frondosa; C. hypoleuca; C. trichotoma Vell. var. blanchetti Choisy; Gerascanthus trichotoma

## Description
C'est une espèce pionnière ayant un haut pouvoir de dispersion. Elle colonise les terres incendiées, et surtout les clairières des forêts.
L'arbre atteint une hauteur de 25 mètres.  Le bois est brun verdâtre, avec une densité de 0,65-0,78 gramme/cm3. On en fait des meubles, des revêtements, des plaques, des constructions civiles, des tonneaux, des embarcations. Charpenterie, sculptures, têtes d'instruments en bois,
hélices d'avions légers.
C'est aussi une plante mélífère et ornementale.